# Liste der Bodendenkmäler in Adelzhausen
Auf dieser Seite sind die Bodendenkmäler in der schwäbischen Gemeinde Adelzhausen zusammengestellt. Diese Tabelle ist eine Teilliste der Liste der Bodendenkmäler in Bayern. Grundlage ist die Bayerische Denkmalliste, die auf Basis des Bayerischen Denkmalschutzgesetzes vom 1. Oktober 1973 erstmals erstellt wurde und seither durch das Bayerische Landesamt für Denkmalpflege geführt wird. Die folgenden Angaben ersetzen nicht die rechtsverbindliche Auskunft der Denkmalschutzbehörde.

## Bodendenkmäler in Adelzhausen
| Lage                                              | Objekt | Akten-Nr.     | Bild                                             |
| ------------------------------------------------- | --- | ------------- | ------------------------------------------------ |
| Adelzhausen (Standort)                            | Burgstall Bäckerberg (Adelzhausen) Mittelalterlicher Burgstall.                                                       | D-7-7632-0015 |                                                  |
| Adelzhausen (Standort)                            | Burgstall Adelzhausen Mittelalterlicher Burgstall.                                                                    | D-7-7632-0049 |                                                  |
| Adelzhausen Kirchenweg 5 (Standort)               | Mittelalterliche und frühneuzeitliche Befunde im Bereich der Katholischen Pfarrkirche St. Elisabeth in Adelzhausen.   | D-7-7632-0112 | Mittelalterliche und frühneuzeitliche Befunde    |
| Adelzhausen (Standort)                            | Wüstung des späten Mittelalters.                                                                                      | D-7-7632-0196 |                                                  |
| Burgadelzhausen (Standort)                        | Burgstall Burgadelzhausen Mittelalterlicher Burgstall.                                                                | D-7-7632-0017 | weitere Bilder                                   |
| Burgadelzhausen (Standort)                        | Ziegelei der römischen Kaiserzeit (Burgadelzhausen)                                                                   | D-7-7632-0072 |                                                  |
| Burgadelzhausen (Standort)                        | Grabhügel vorgeschichtlicher Zeitstellung.                                                                            | D-7-7632-0107 |                                                  |
| Burgadelzhausen St.-Sebastian-Straße 4 (Standort) | Mittelalterliche und frühneuzeitliche Befunde im Bereich der Katholischen Kirche St. Sebastian in Landmannsdorf.      | D-7-7632-0123 | weitere Bilder                                   |
| Heretshausen (Standort)                           | Straße der römischen Kaiserzeit.                                                                                      | D-7-7632-0054 |                                                  |
| Heretshausen (Standort)                           | Villa rustica und Brandgräber der römischen Kaiserzeit.                                                               | D-7-7632-0094 |                                                  |
| Heretshausen Dorfstraße 20 (Standort)             | Mittelalterliche und frühneuzeitliche Befunde im Bereich der Katholischen Pfarrkirche St. Laurentius in Heretshausen. | D-7-7632-0116 | Mittelalterliche und frühneuzeitliche Befunde    |
| Heretshausen St.-Leonhard-Straße 2 (Standort)     | Mittelalterliche und frühneuzeitliche Befunde im Bereich der Katholischen Filialkirche St. Leonhard in Heretshausen.  | D-7-7632-0117 | Mittelalterliche und frühneuzeitliche Befunde im |
| Zieglbach (Standort)                              | Siedlung und Gräber der frühen und mittleren Bronzezeit.                                                              | D-7-7632-0197 |                                                  |